# Vasile Șeicaru
Vasile Șeicaru (n. 10 iulie 1951, Oancea, județul Galați, România) este un muzician, cântăreț, compozitor și autor român.

## Biografie

### Cariera
Vasile Șeicaru debutează în formația Cristal ca solist vocal în 1970. 
Din 1978 devine membru al Cenaclului Flacăra, fiind recrutat de însuși Adrian Păunescu în timpul unei transmisiuni tv din Galați. I s-a cerut să interpreteze o melodie la alegere și Vasile a ales o melodie a lui Paul Tutungiu:

Fie pâinea rea sau bună,

Dunărea ne este mumă.

Fie pâinea bună, rea,

Dunărim cu Dunărea.

După audiție, Adrian Păunescu îi spune: „Gândește-te bine: Ai putea mâine dimineață la 7:30 să fii la autocar și să devii membru al cenaclului Flacăra sau să rămâi "țârcovnic" de educație fizică toată viața la Galați!". La acea dată Vasile era profesor de educație fizică în comuna natală - Oancea din județul Galați. 
A doua zi a fost la autocar și pentru 2 ani a cântat doar acea piesă la serbările cenaclului Flacăra prin toată țara până când Adrian Păunescu s-a "milostivit” să-l lase să lanseze și alte piese mai mult ori mai puțin „altoite” de mâna sa.
În 1984, ca urmare a unor neînțelegeri cu Adrian Păunescu, părăsește Cenaclul Flacăra, motive pe care nu dorește să le facă publice.
„Îl iubesc pe D-zeu și nu mă uit niciodată cu ură spre cer.” este unul dintre mottourile sale de pe pagina sa de Facebook.
Își continuă activitatea de solist folk, apărând pe scenă alături de cunoscuți artiști din zona rock, pop și folk.
Din 1990 evoluează în exclusivitate solo, efectuând numeroase turnee în țară și peste hotare (Germania, China, Coreea, Rusia, Statele Unite, Canada, Suedia). Participă la cele mai importante manifestări folk naționale (Festivalul Primăvara Baladelor, unde este laureat pentru piesa „Dacă toate-acestea fi-vor învățate”, Festivalul National de Muzică Folk Om Bun, în cadrul căruia primește în 1996 Marele Premiu pentru întreaga activitate), dar și internaționale (Festivalul Rock Pop Folk de la Moscova, unde primește premiul presei pentru piesa „Lumina”).
Din 1996 reia sporadic colaborarea cu Ștefan Hrușcă, dar și cu Victor Socaciu, împreună cu care concertează în țară și mai ales în afară: SUA, Canada, Irlanda, Germania, Austria, Franța, Belgia, Grecia, Italia etc.
În prezent, susține prin țară concerte live, spectacole „de autor” organizate de o echipă completă (manager, sunetiști, tehnicieni). În anul 2006 primește din partea Președintelui României „Ordinul Cultural în Grad de Cavaler”. În 2009 a devenit cetățean de onoare al orașului Galați iar în 2019 a devenit cetățean de onoare al orașului București.

## Discografie
- Aruncarea în valuri (LP, Electrecord, 1984)
- Iubirea noastră (LP, Electrecord, 1986)
- Călători, visători (LP, Electrecord, 1988, album realizat împreună cu Ștefan Hrușcă)
- Citește numai la final... (LP, Electrecord, 1991)
- 1994 Merry Christmas and Best Wishes for the New Year from Electrecord (single promo, Electrecord, 1993)
- Implicat în social (LP, Electrecord, 1995)
- Romanță între două trenuri (CD, Alpha Sound, 1997)
- Viața-i viață, banu-i ban... (CD, Zone Records, 1999)
- Aruncarea în valuri - Best of Vasile Șeicaru (CD, Vasile Șeicaru, 2001)
- Până seara voi veni (CD, Intercont Music, 2003)
- Colecția folk - Nr. 1 (CD, Electrecord, 2006)
- În orașul cu floare de tei (CD, MediaPro Music, 2009) [6][7]
- Muzică de colecție, Vol. 94 (CD, Jurnalul Național, 2009)
- Rătăcire (CD, Asociația Culturală Vasile Șeicaru, 2014)
- Sentimental (CD, Asociația Culturală Vasile Șeicaru, 2021)

## Premii și distincții
Președintele României Ion Iliescu i-a conferit lui Vasile Șeicaru la 10 decembrie 2004 Ordinul Meritul Cultural în grad de Cavaler, Categoria B - "Muzică", „pentru contribuțiile deosebite în activitatea artistică și culturală din țara noastră, pentru promovarea civilizației și istoriei românești”.